# Trinquet de Pelayo
El Trinquet de Pelayo o Trinquet de Pelai de València, conegut com La catedral de l'escala i corda, és un dels trinquets amb més renom i un dels recintes esportius més destacats del País Valencià, no debades s'hi solen disputar les finals de competicions importants com el Circuit Bancaixa. Té capacitat per a 900 espectadors.

## Història
S'inaugurà el 20 d'agost de 1868, al costat de l'Estació del Nord, abans fins i tot de l'existència del carrer de Pelai.
El seu fundador va ser el senyor Benet, del qual no es té molta informació, només que construí el trinquet al costat d'un "Tir a la gallina" (una diversió de moda). La llista d'intendents no és completa: A començaments del segle xx va ser un tal «Rata», els anys 20 fou Quico el Tramusser d'Alboraia; més tard varen ser Alfredo Mataix i l'expilotari Xiquet de Simat. Durant la Guerra Civil el Trinquet de Pelai fou confiscat per un sindicat que n'encarregà la gestió a un grup de pilotaris encapçalats pel Faixero de Gandia (José Peiró Sanchis), qui es mantingué d'intendent amb el nou règim franquista. El 1947 pasa a mans de Manuel Segarra Tur i Idelfonso Martinez, de la la Vall d'Uixó, que no tenien res a vore amb l'empresa Segarra de la mateixa localitat, que restauraren el local, però les majors modificacions (com el cobriment del trinquet) varen ser obra de l'empresa Tuzón, també de la Vall, propietària de 1976 fins 2015.
El 7 d'octubre de 2017, el trinquet reobrí després de tancar tot l'estiu per obres: fon la segona remodelació duta a terme per l'actual propietari, José Luis López Sánchez, en la qual a més de renovar la canxa amb lloses de Novelda i el terratzo de l'escala, el bar canvià de gestió reconvertit en un gastrobar de cuina oberta conduït per Pablo Margós, un reacondicionament a càrrec de l'arquitecte Carles Palmí i un grup escultòric de Manolo Garcia.

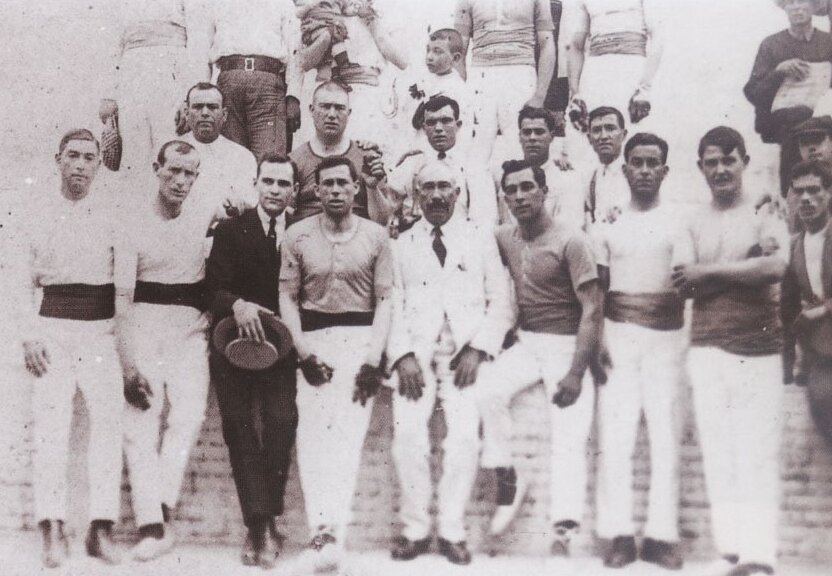
Jugadors habituals, 1925
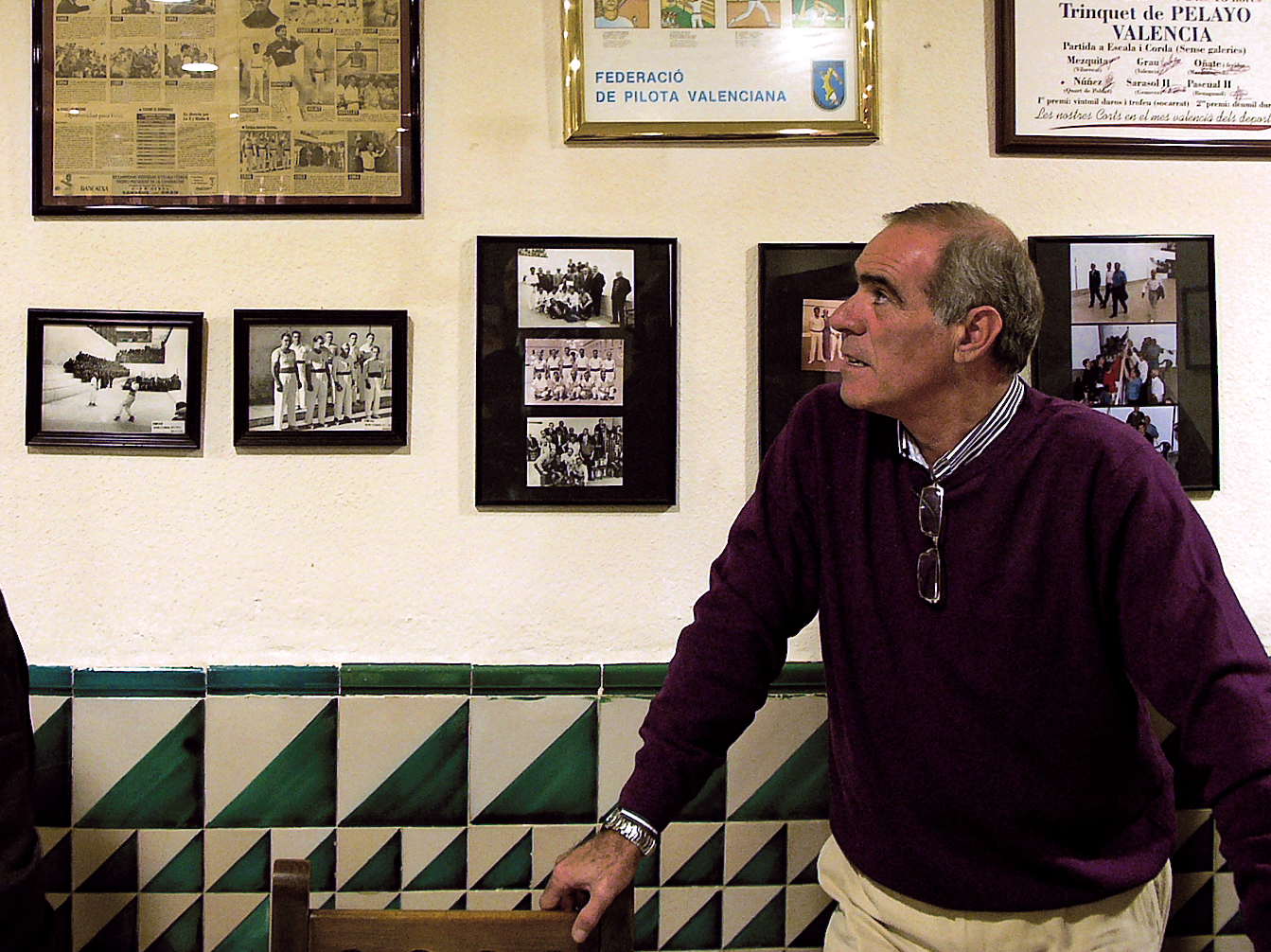
Tuzón en el bar, 2008
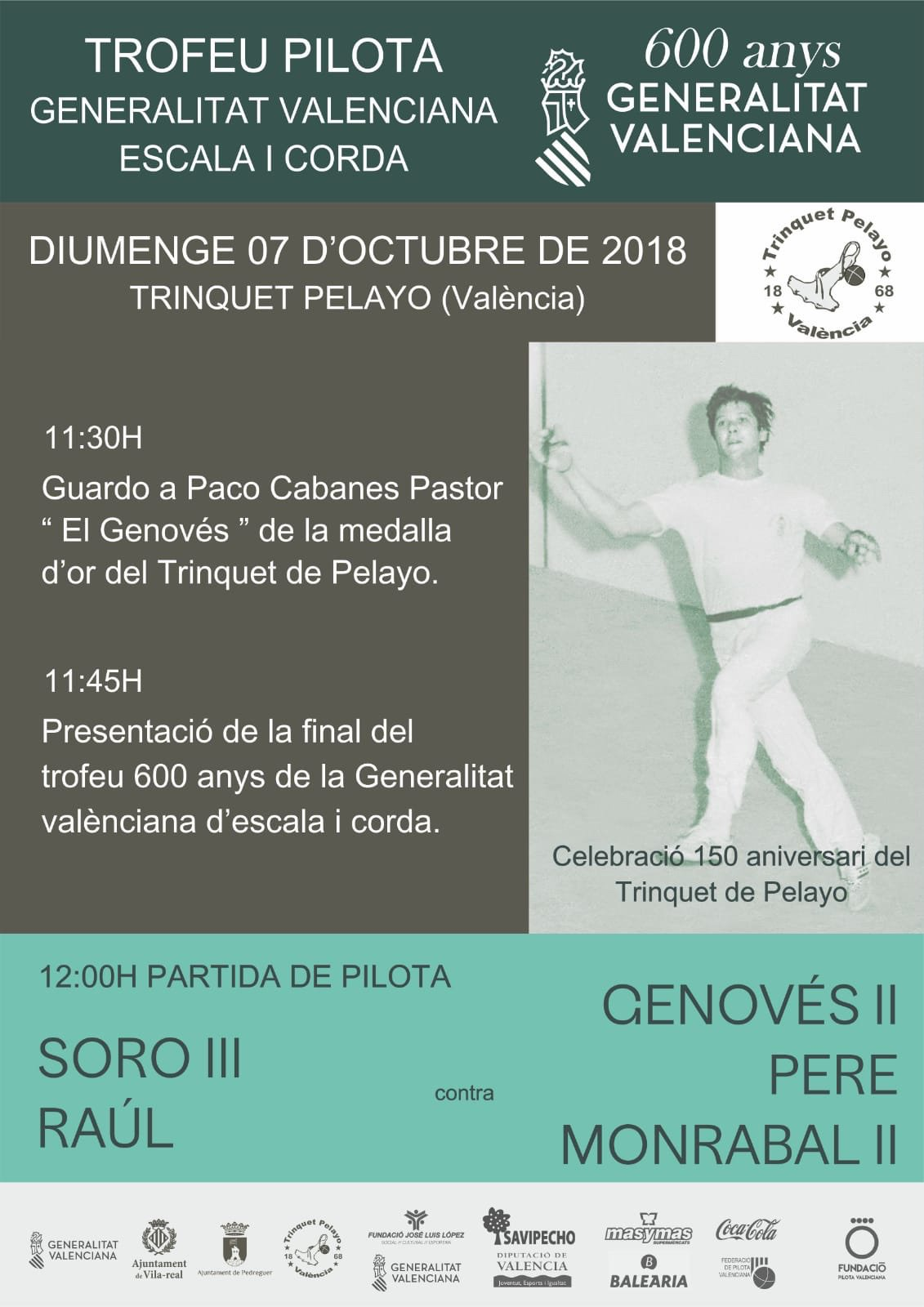
Trofeu Pilota Generalitat Valenciana, 07-10-2018

## La canxa

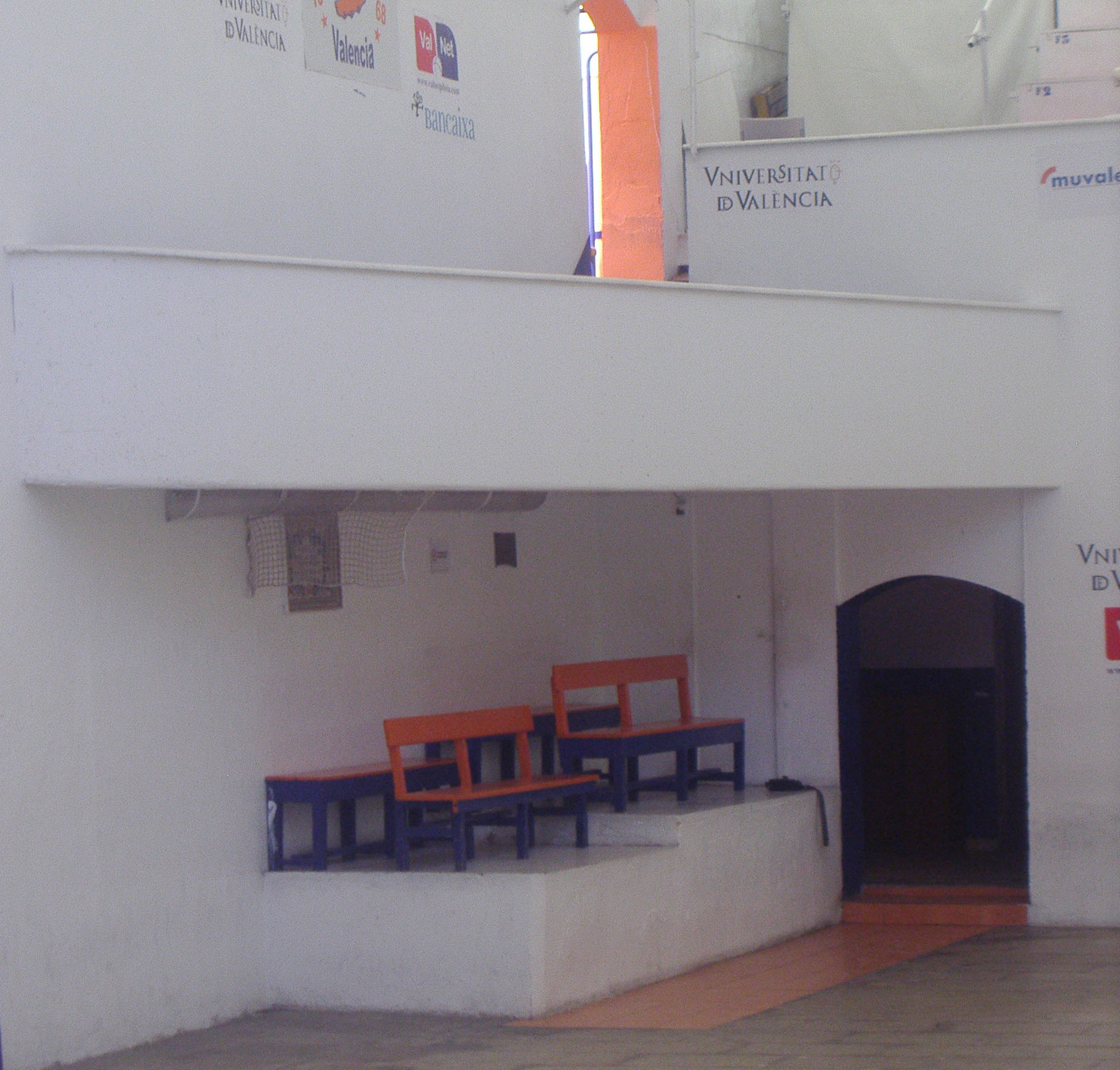
Les dues llotgetes

Per entrar al trinquet s'ha de passar pel bar-restaurant Trinquet, al mateix carrer Pelai, i travessar un petit pati amb tendal i un pou (sec, hui en dia).
El trinquet fa 58,5 m de llargària per 11 m d'amplària i 9 m d'alçària. Pel fet de ser tan ample els jugadors necessiten habituar-s'hi i col·locar-se correctament. Està completament tancat, cobert, amb il·luminació i marcador electrònic en la paret darrer la galeria del rest.
Compta amb quatre galeries, les de les parets del dau i el rest més altres dos sobre les muralles, les parets laterals. La llotgeta és molt ampla i una miqueta elevada, però sense mur de protecció per als espectadors, a més la llotgeta de les autoritats superior la cobrix totalment, de manera que per enviar-hi la pilota no n'hi ha prou amb una volea llarga, sinó que cal fer-la baixa i ben dirigida. Al frontó del dau, al costat de la llotgeta, hi ha una porta que duu al bar del trinquet: en eixe llindar també hi sol haver gent veient la partida, de manera que és un altre raconet per defensar o evitar que s'hi fique la pilota, en cas que es tanque la porta, ja que el rebot pot fer estranys o eixir-ne amortida.
En un començament el terra era de lloses, i fins als 1920 era de rajoles. Fins a 1976 fou un trinquet descobert, és dir, sense sostre. Tampoc estava completament tancat, ja que, malgrat que les galeries estaven cobertes per unes malles metàl·liques, les pilotes hi podien eixir per sobre (o pels foradets): Si se n'anava per la part del dau es feia broma dient «Eixa ha anat a l'Institut» (referint-se a l'Institut Lluís Vives), i si sortia pel rest deien «Eixa ha anat al carrer de l'Ermita».

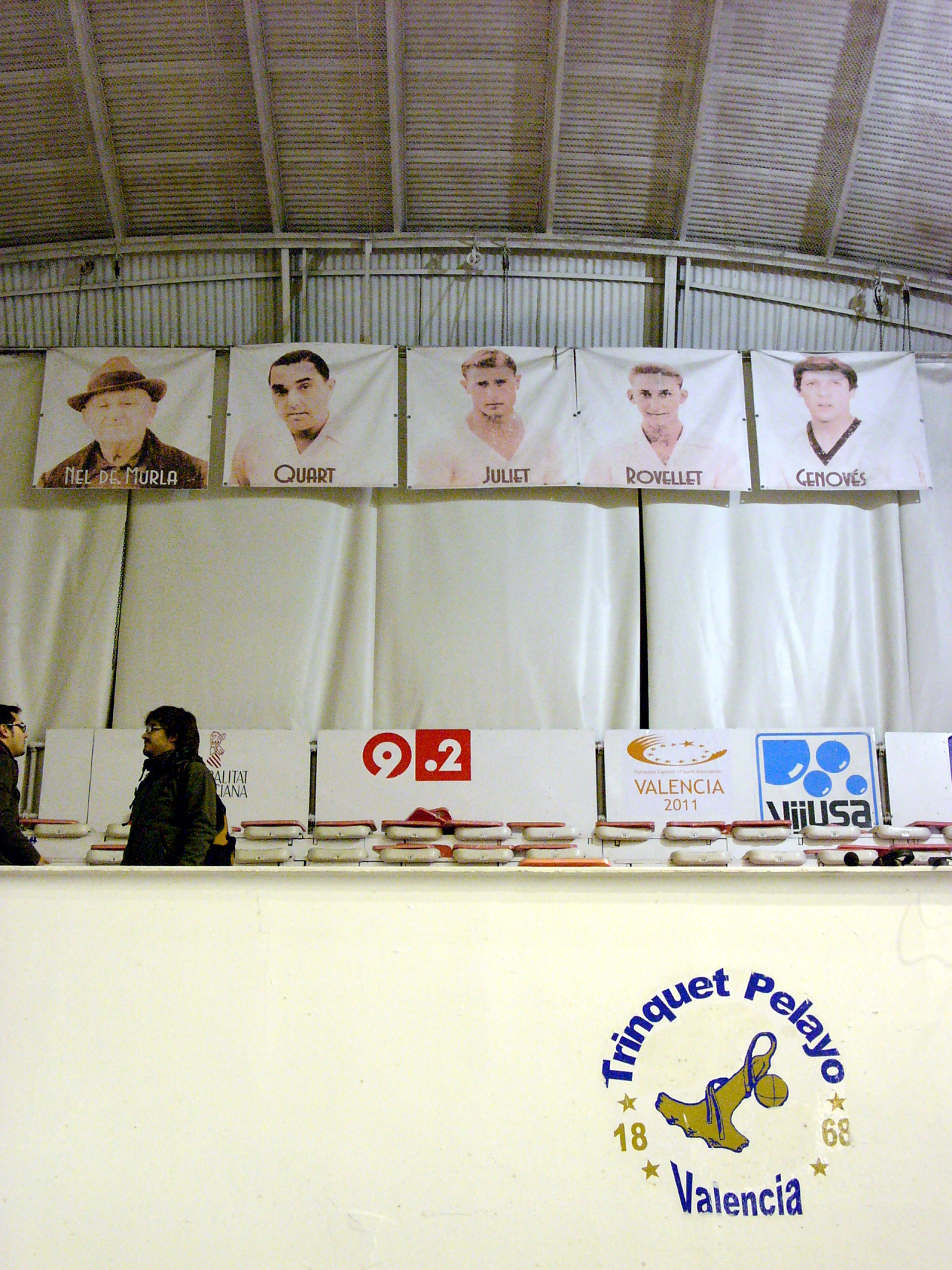
Galeria d'honor

Atés el preu de les pilotes de vaqueta, cada vegada que una pilota era enviada fora ja havia algú (normalment un xiquet) que s'encarregava de resseguir-ne la trajectòria i anar a buscar-la als patis de les cases properes, els amos de les quals, com a preu pel servici, exigien l'entrada debades al trinquet.
Per altra banda, seguint la muralla de la dreta des de la llotgeta fins a la corda hi havia un lleuger cantell que treia les pilotes de la paret i obligava a jugar d'esquerra.

## Galeria d'honor
Presidint el trinquet, en la part superior de la galeria del dau, hi ha penjades 5 enormes fotografies de pilotaris que han marcat època a Pelai i hi han deixat petjada. Tenint en compte que ja porta obert més de 100 anys, i que hi han passat centenars de pilotaris de tota mena i estil, el fet que només n'hi haja 5 indica la rigorositat i el consens a l'hora de qualificar-los com a mites de la pilota valenciana.
Per ordre d'esquerra a dreta són: Nel de Murla, Alberto Arnal Quart, Juliet d'Alginet, Antonio Reig Ventura Rovellet i Paco Cabanes Genovés.